# Конопляный
Конопляный (чув. Конопляный) — опустевший посёлок в Сызранском районе Самарской области в составе сельского поселения Старая Рачейка.

## География
Находится на расстоянии примерно 6 километров по прямой на северо-восток от села Старая Рачейка.

## Население
Постоянное население составляло 2 человека (чуваши 100 %) в 2002 году, 0 в 2010 году.